# 清泉大学短期大学部
清泉大学短期大学部（せいせんだいがくたんきだいがくぶ、英語: Seisen University Junior College）は、長野県長野市にある私立短期大学。1946年、長野清泉寮学院として創立、1981年、短期大学設置。略称は清泉短大。

## 概観

### 大学全体
- 長野県長野市に所在する日本の私立短期大学で、設置主体は学校法人清泉女学院。
- 1981年に開学し、当初は2学科体制。1992年度より増設により3学科体制となるも2003年度より再び2学科体制に縮小。

### 建学の精神（校訓・理念・学是）
- Sursum corda「こころを高くあげよう」
- Dominus tecum「神はあなたと共におられる」
- Gaudete et exsultate「喜びに喜べ」

### 学風および特色
- 清泉大学短期大学部は、カトリック女子修道会の聖心侍女修道会が設立母体の大学である。聖心侍女修道会の創立者は、スペインのアンダルシア地方ペドロ・アバドに生まれたラファエラ・マリア・ポラス（1977年に教皇パウロ6世により聖人とされた）であり、姉のドロレスとともに、1877年にマドリードでこの修道会を設立した。聖心侍女修道会は現在、世界25か国に広がり、50余りの学校を通して、教育活動を行っている。
- 聖心侍女修道会の教育機関の一つである清泉大学短期大学部は、キリスト教精神に基づく全人教育を基盤として、より深い学術研究を目指すとともに、高い見識と広い教養を養い、文化の向上と社会の福祉に貢献し得る人人を育成することを教育の理念とし、カトリック教育を基本とする長野県唯一の高等教育機関である。

## 沿革
- 1934年
  - 10月 聖心侍女修道会から、4名の修道女が来日。
- 1946年
  - 4月 千鳥ヶ池修道院において「長野清泉寮学院」を開設。
- 1961年
  - 4月 長野清泉女学院高等学校の敷地内に「専攻科」を創設。
- 1966年
  - 4月 専攻科に代って清泉女学院幼稚園教員養成所を開設[4]。
- 1968年
  - 4月 幼稚園教諭免許とあわせ保母資格取得の認可を取得、校名を「清泉女子専門学校」に変更。
- 1969年
  - 4月 校名を清泉保育女子専門学校に変更。
- 1981年
  - 1月16日 左記を以て文部省[注 3]より短期大学の設置が認可される[注 4]。
  - 4月1日 清泉女学院短期大学が以下の学科体制にて開学する[注 4]。
    - 幼児教育科 入学定員100名
    - 英語科 入学定員50名

  - 5月1日 学生数[6]/定員[7]
    - 幼児教育科 121[注 5]/100
    - 英語科 57[注 5]/50
- 1986年
  - 4月1日 英語科の入学定員を50[8]→90[9]に臨時増員する[注 6]。
  - 5月1日 学生数[12]/定員
    - 英語科 175[注 5]/140
    - 幼児教育科 225[注 5]/200
- 1992年
  - 4月 以下の学科を増設する[13]。
    - 国際文化科 入学定員100名

  - 5月1日 学生数[注 7]/定員
    - 幼児教育科 273[注 5]/200
    - 英語科 247[注 5]/180
    - 国際文化科 130[注 5]/100[16]
- 1999年
  - 5月1日 学生数[17]/定員
    - 幼児教育科 267[注 5]/200
    - 英語科 221[注 5]/180
    - 国際文化科 252[注 5]/200
- 2003年
  - 4月1日 この年度の入学生より英語科が国際文化科を統合し、国際コミュニケーション学科として再編開始となる[注 8]。
- 2005年
  - 3月31日 左記をもって旧来の英語科、国際文化科を正式に廃止となる[20]。
- 2004年
  - 9月 韓国の漢陽（ハニャン）女子大学と姉妹校関係締結同意書調印。
- 2009年
  - 3月 長野市と連携に関する協定調印。
- 2010年
  - 2月 小川村と連携協力に関する協定調印。
  - 6月 アメリカのカピオラニ・コミュニティ・カレッジと学術交流協定調印。
- 2012年
  - 3月 台湾の国立高雄第一科技大学と学術交流協定調印。
- 2012年
  - 4月 千曲市と産学官連携パートナーシップ協定調印。
- 2014年
  - 1月 平成26年度大学入試センター試験参加短期大学の1校となる[21]。
  - 3月 信濃町と包括連携に関する協定調印。
- 2015年
  - 1月 平成27年度大学入試センター試験参加短期大学の1校となる[22]。
  - 8月 長野商工会議所と包括連携に関する協定調印。
- 2016年
  - 1月 平成28年度大学入試センター試験参加短期大学の1校となる[23]。
- 2017年
  - 10月 ながの農業協同組合と包括連携に関する協定調印。
- 2025年4月1日 大学名を、清泉女学院短期大学から清泉大学短期大学部へ改称[24]。幼児教育科をこども学科に変更[注 1]。

## 基礎データ

### 所在地
- 長野県長野市上野二丁目120番地8

## 教育および研究

### 組織

#### 学科
- こども学科
- 国際コミュニケーション科[注 9][注 2]

##### 旧学科
- 国際文化科 入学定員100名[注 10]
- 幼児教育科[注 1]

#### 取得資格について
資格
- 保育士：幼児教育科にて取得できる。

教職課程
- 幼稚園教諭二種免許状：幼児教育科にて取得できる。
- 中学校教諭二種免許状（英語）：国際コミュニケーション科[注 11]
- その他、TOEFL・実用英語技能検定・秘書技能検定など各種民間資格の合格を支援している。

#### 附属機関
- 図書館が学内にある。

#### 研究
- 『清泉女学院短期大学研究紀要』[31]

## 学生生活

### 部活動・クラブ活動・サークル活動
- 清泉大学短期大学部におけるクラブ活動には、体育系・文化系を含めておよそ25の団体がある。学生自らクラブ組織を作ることも可能である。

### 学園祭
- 学園祭は「清泉祭」と呼ばれ毎年、概ね10月の下旬に行われている。

### スポーツ
- バスケットボール・バレーボール・バドミントン部門において県私立短期大学体育大会へ参加している。

## 大学関係者と組織

### 大学関係者組織
- 清泉大学短期大学部には「愛泉会」と称した卒業生の会や、「泉会」と称した保護者会があり、両者からの奨学金制度がある。

## 施設

### キャンパス
- 交通アクセス
  - JR信越本線三才駅が最寄りの駅となっているが、徒歩で15分程度はかかる道程となっている。
  - ほか、長野駅よりバスもあるが、約35分程度はかかるものとなっている。

### 学生食堂
- 学内にカフェテリアがある。

### 講堂
- 多目的ホールとして「マリアンホール」がある。

### 寮
- 学生寮はないが、アパートが短期大学部から指定されている。

## 対外関係

### 他大学との協定
- 漢陽女子大学：韓国

### 姉妹校
- 清泉女子大学
- 清泉女学院中学校・高等学校
- 清泉小学校
- 清泉インターナショナル学園

## 社会との関わり
- 地域の生涯学習の場として「公開講座」が開かれている。

## 卒業後の進路について

### 編入学・進学実績
- 幼児教育科：淑徳大学・同朋大学ほか
- 国際コミュニケーション科：清泉女学院大学ほか
  - 英語科：群馬大学・跡見学園女子大学・杏林大学・清泉女子大学・大東文化大学・明治学院大学・北陸大学・同志社女子大学ほか
  - 国際文化科：信州大学人文学部・京都精華大学・桃山学院大学・就実女子大学ほか